# الدوري البلجيكي الممتاز 1906-07
الدوري البلجيكي الممتاز 1906-07 (بالفرنسية: Championnat de Belgique de football 1906-1907)‏ هو الموسم 12 من  الدوري البلجيكي الممتاز. أقيم خلال الفترة 7 أكتوبر 1906 وحتى 24 مارس 1907، والذي يشرف على تنظيمه الاتحاد الملكي البلجيكي لكرة القدم، وكان عدد الأندية المشاركة فيه  10، وفاز فيه سانت خيلويزي.